# Justin Roiland
Mark Justin Roiland, dit Justin Roiland, né le 21 février 1980, est un dessinateur, acteur, réalisateur et producteur américain. Il est surtout connu pour avoir co-créé et produit la série Rick et Morty, dans laquelle il était également la voix des deux personnages principaux.

## Biographie
Justin Roiland grandit dans une ferme productrice d'amandes à Manteca. Il fréquente la Sierra High School (en) et la Manteca High School (en), où il obtient son diplôme en 1998. 
Il déménage à Los Angeles et commence à travailler avec Channel101 (en) au début de 2004,. Il fait plusieurs apparitions au The Sarah Silverman Program (en), diffusé sur Comedy Central,.
Il est ensuite co-créateur, co-scénariste et producteur exécutif de la série Rick et Morty, aux côtés de Dan Harmon, série dont il fera également la voix des protagonistes.
Il est également à l'origine du jeu vidéo High on Life avec sa société Squanch Games.

## Accusation de violence conjugale
Le 12 janvier 2023, Roiland est accusé par son ex-compagne de violence conjugale et de séquestration. Le 24 janvier, Adult Swim met fin à sa collaboration avec Justin Roiland et l'exclut de la série Rick et Morty. Le 22 mars, il est blanchi des accusations de violence domestique et l’affaire classée par le procureur du comté d'Orange pour preuves insuffisantes,,.

## Filmographie

### Scénariste
- 2004 : Friends and Lovers
- 2004 : It's Twissleton
- 2004 : Hilarious Joke
- 2004 : Documentary: The Series (2 épisodes)
- 2004 : Channel 101
- 2005 : House of Cosbys (6 épisodes)
- 2005 : The Most Extraordinary Space Investigations (6 épisodes)
- 2006 : Unbelievable Tales
- 2006 : Magic Fantastic Animatic
- 2006 : The Real Animated Adventures of Doc and Marti
- 2006 : Christmas World 2050
- 2006 : Channy Awards (1 épisode)
- 2007 : Acceptable TV (19 épisodes)
- 2007 : Reporters (5 épisodes)
- 2007-2008 : The Sarah Silverman Program: Animated Webisodes (9 épisodes)
- 2008 : 2 Girls, 1 Cup: The Show (5 épisodes)
- 2008-2009 : The Mountain (5 épisodes)
- 2009 : The Paloni Family Comedy Show!
- 2011 : Ça bulle ! (8 épisodes)
- 2012 : Dog World
- 2013-2021 : Rick et Morty (51 épisodes)
- 2016 : The Worst of Pirated Adult Swim Shows
- 2016 : Accounting
- 2017 : Mystery Science Theater 3000: The Return (1 épisode)
- 2018 : Run the Jewels
- 2020 : Solar Opposites (28 épisodes)

### Réalisateur
- 2004 : Friends and Lovers
- 2004 : It's Twissleton
- 2004 : Documentary: The Series (2 épisodes)
- 2004 : Channel 101
- 2005 : House of Cosbys (4 épisodes)
- 2005 : The Most Extraordinary Space Investigations
- 2006 : Unbelievable Tales
- 2006 : The Real Animated Adventures of Doc and Marti
- 2006 : Christmas World 2050
- 2006 : Channy Awards (1 épisode)
- 2007 : Acceptable TV (20 épisodes)
- 2007 : Reporters (5 épisodes)
- 2007-2008 : The Sarah Silverman Program: Animated Webisodes (9 épisodes)
- 2008 : 2 Girls, 1 Cup: The Show (2 épisodes)
- 2008 : Googas
- 2009 : The Paloni Family Comedy Show!
- 2010 : Everything (1 épisode)
- 2012 : Dog World
- 2013 : Rick et Morty (1 épisode)
- 2018 : Ça bulle ! (1 épisode)

### Animateur
- 2004 : It's Twissleton
- 2005 : House of Cosbys (3 épisodes)
- 2006 : Unbelievable Tales
- 2006 : The Real Animated Adventures of Doc and Marti
- 2006 : Channy Awards (1 épisode)
- 2007 : Acceptable TV (20 épisodes)
- 2007-2008 : The Sarah Silverman Program: Animated Webisodes (5 épisodes)
- 2013-2017 : Rick et Morty (31 épisodes)

### Producteur
- 2003 : The Commies
- 2003-2004 : Extreme Makeover: Home Edition (14 épisodes)
- 2004 : Friends and Extraordinary Space Investigations
- 2005 : House of Cosbys (4 épisodes)
- 2006 : Unbelievable Tales
- 2006 : Fresh Bakes Video Games (2 épisodes)
- 2007 : Acceptable TV (20 épisodes)
- 2007-2008 : The Sarah Silverman Program: Animated Webisodes (9 épisodes)
- 2008 : 2 Girls, 1 Cup: The Show (2 épisodes)
- 2008 : Googas
- 2009 : The Paloni Family Comedy Show!
- 2013-2017 : Rick et Morty (31 épisodes)
- 2015 : Les Simpson (1 épisode)
- 2016 : The Worst of Pirated Adult Swim Shows
- 2016-2018 : Hot Streets (11 épisodes)
- 2020 : Solar Opposites (8 épisodes)

### Acteur
- 2004 : Friends and Lovers : Capitaine Zander
- 2004 : It's Twissleton : Peter, Susan et Commandant Sparks
- 2004 : Hilarious Joke : Leroy Paloni
- 2004 : PJ and Kid Spaceship : PJ
- 2004 : Cheap Seats: Without Ron Parker : le fils de Rhonda (1 épisode)
- 2004 : Channel 101 : Toro, M. Nanners et un client
- 2005 : Laser Fart : l'homme blessé (1 épisode)
- 2005 : House of Cosbys : plusieurs personnages (4 épisodes)
- 2005 : Rock Gods of Rock : le stagiaire geisha (1 épisode)
- 2005 : The Most Extraordinary Space Investigations : Sampson (6 épisodes)
- 2005 : The Call of Echo Mountain : Tom Osterwoldt
- 2005-2010 : Yacht Rock : Christopher Cross et Chris Geppert (4 épisodes)
- 2006 : Unbelievable Tales : Petite Couche
- 2006 : Pretty President : le journaliste conservateur (2 épisodes)
- 2006 : Opportunity Knockers : le voleur à la banane
- 2006 : Magic Fantastic Animatic
- 2006 : The Real Animated Adventures of Doc and Marti : Dr Smith et Mharti McDonalds
- 2006 : Phone Sexxers : Sebastian et Shard Face (1 épisode)
- 2006 : Christmas World 2050 : Roi Snyder et Reginald
- 2006 : Tenacious D et le Médiator du destin : Abraham Lincoln
- 2006 : Channy Awards : Dr Smith et Mharty McDonalds (1 épisode)
- 2006-2007 : Classroom : Jason (13 épisodes)
- 2007 : Acceptable TV : plusieurs personnages (20 épisodes)
- 2007 : Reporters : Jerry et Petit Timmy (5 épisodes)
- 2007 : My Friend Mike : le robot, Mike et Dirk Peters
- 2007 : Cautionary Tales of Swords : le jazzman (1 épisode)
- 2007 : The Care Bears
- 2007 : The Forgotten Classics : le Redneck juif
- 2007 : Eat My Shit : le petit enfant
- 2007-2010 : The Sarah Silverman Program: Animated Webisodes : Blonde Craig et autres personnages (9 épisodes)
- 2008 : The Bed and Breakfast Club : Luke (1 épisode)
- 2008 : 2 Girls, 1 Cup: The Show (5 épisodes)
- 2008 : Tales of Railroad Times : Theodore Ward (3 épisodes)
- 2008 : Planners : Planbot (1 épisode)
- 2008 : Googas : Justin
- 2008-2009 : The Pop : Pappy (2 épisodes)
- 2008-2009 : The Mountain : Mogul (5 épisodes)
- 2009 : Shitbuster : Superfan (2 épisodes)
- 2009 : Adventures in Advertising : la couche de Huggin
- 2009 : Water and Power : Justin (1 épisode)
- 2009 : The Vacationaires : l'agent de tourisme (2 épisodes)
- 2009 : The Paloni Family Comedy Show! : Leroy, Joe et Marty Paloni
- 2010-2019 : Ça bulle ! : Oscar, le narrateur et le père poisson (98 épisodes)
- 2011 : Fred and Vinnie : le livreur de pizza
- 2011 : Our Footloose Remake : Lulu Warnicker
- 2011-2018 : Adventure Time : le Comte de Lemongrab, Lemongrab II et autres personnages (14 épisodes)
- 2012 : Super F***ers : Vortex et Orange Lightning
- 2012-2015 : Souvenirs de Gravity Falls : Blendin Blandin, Bobby Renzobbi et autres personnages (7 épisodes)
- 2012 : Dog World : Peter
- 2013 : Out There : Chris (10 épisodes)
- 2013 : Dota 2 : le présentateur de Rick et Morty
- 2013 : The Littlest Sketch Show : le mari
- 2013 : The Animated Tales of GWAR : le petit garçon
- 2013 : Adventure Time : Explore le donjon et pose pas de question ! : le Comte de Lemongrab
- 2013-2022 : Rick et Morty : Rick, Morty et autres personnages (61 épisodes)
- 2015 : Les Simpson : Rick et Morty (1 épisode)
- 2015 : Community : Ice Cube Head (1 épisode)
- 2015 : Aqua Teen Hunger Force : la mascotte honnête d'Abraham Lincoln (1 épisode)
- 2015 : Lego Dimensions : le Comte de Lemongrab et Lemongrab II
- 2015 : Krampus : Clumpy
- 2015 : Dr. Langeskov, the Tiger and the Terribly Cursed Emerald: A Whirlwind Heist : Petit Tommy
- 2015 : Aventure Time: Finn & Jake Investigations : le Comte de Lemongrab
- 2015-2017 : Cochon Chèvre Banane Criquet : la girafe psychopathe, le Rick radical et un client (7 épisodes)
- 2016 : Animals. : H&M (1 épisode)
- 2016 : The Lab : plusieurs personnages
- 2016 : Future-Worm! : l'androïde fait maison (1 épisode)
- 2016 : Accounting : plusieurs personnages
- 2016 : Oncle Grandpa : voix additionnelles (1 épisode)
- 2016-2018 : Hot Streets : Chubbie Webbers, Anubis et l'homme bandé (11 épisodes)
- 2017 : LawBreakers : Blitzball
- 2017 : Accounting+ : plusieurs personnages
- 2018 : Robot Chicken (1 épisode)
- 2018 : Blark and Son : Junior
- 2019 : Star Butterfly : Doop-Doop (2 épisodes)
- 2020-2022 : Solar Opposites : Korvo (28 épisodes)